# Nazi

Vlag van de Nationaalsocialistische Duitse Arbeiderspartij, of simpelweg de (Duitse) nazipartij.

Een nazi is een aanhanger van het nationaalsocialisme. Het nationaalsocialisme is de ideologie waarop, tussen 1933 en 1945, in Duitsland een totalitaire dictatuur was gebaseerd. In de moderne tijd wordt ook wel gesproken van Neonazisme wanneer men het nationaalsocialisme nog altijd aanhangt. De grondlegger van het nationaalsocialisme was de oorspronkelijk Duits-Oostenrijkse politieke provocateur, populist en latere dictator van Duitsland Adolf Hitler, die ook aan het hoofd stond van de politieke partij waarin het nationaalsocialisme zich georganiseerd had: de Nationaalsocialistische Duitse Arbeiderspartij (NSDAP).

## Onderscheid
Vaak worden de dictaturen van Spanje en Italië uit dezelfde tijdsperiode, die weliswaar een samenwerkingsverband met de nazi's hadden, onterecht over één kam geschoren met het nationaalsocialisme en de nazi's. De overeenkomst was dat deze landen ook dictaturen waren, maar ze hadden niet de extreem racistische elementen van het nazisme. De Spaanse generaal Francisco Franco steunde op een sterk nationalistische ideologie voor zijn dictatoriale bewind over Spanje – het zogenaamde franquisme, een verbond tussen de Spaanse katholieke kerk, het leger, de conservatieve Spaanse elite en geleid door generalisimo dictator Franco – zonder dat daar een sterk nazi-racistisch element in aanwezig was. Evenmin was de Italiaanse Benito Mussolini een nazi, maar een fascist dat evenals het franquisme sterk nationalistisch gericht was. Het Italiaanse fascisme steunde evenals het Franquisme sterk op het nationalisme, maar had ook socialistische trekjes zoals corporatistische en collectivistische elementen en stond, zoals bij de nazi's, voor een sterk land met een sterke leider. Democratie werd ook hier verworpen, maar afkomst van de burgers speelde niet zoveel mee, als men maar achter de Italiaanse staat en de fascisten stond. Hitler, die in zijn beginjaren een bewonderaar van Mussolini was, heeft veel elementen van het fascisme, zoals het corporatisme, in zijn nazistische ideologie geïntegreerd. Later in de Tweede Wereldoorlog, onder invloed van Hitler, werden er wel racistische wetten in het fascistische Italië geïntroduceerd. Mussolini werd aan het eind van de oorlog door zijn eigen fascistische partij afgezet en het Duitse nazisme stierf bij de totale nederlaag van Duitsland in mei 1945. Na de oorlog werd het Duitse nazisme en Italiaanse fascisme verboden. In Spanje echter, dat tijdens de oorlog neutraal bleef, hield het dictatoriale bewind van Francisco Franco tot in de jaren zeventig stand.

## Woordverklaring
Het woord 'nazi' is afkomstig van Nationalsozialist, de Duitstalige term voor een aanhanger van het nationaalsocialisme. De afkorting 'nazi' is analoog aan het iets oudere 'sozi', dat in het Duitsland van het begin van de 20e eeuw de volksnaam was voor een aanhanger van het socialisme. De term 'nazisme' is van 'nazi' afgeleid en wordt tegenwoordig gebruikt als afkorting voor nationaalsocialisme. Men gebruikt het ook als pejoratief bijvoeglijk naamwoord ('dat zijn nazistische praktijken' of eerder 'dat zijn nazi-praktijken').
Een alternatieve verklaring voor het woord is de volgende. In het Beiers dialect is nazi een verkleinwoord van Ignaz, een traditionele plattelandsnaam. Nazis waren dus onbedorven Beierse boerenpummels, misschien niet al te snugger maar daadkrachtig, raszuiver en met het hart op de juiste plaats. Het zou dan verklaren dat de tegenstanders deze term voor ze gebruikten, terwijl de Duitsers zelf deze probeerden te vermijden.